# Thuận Hòa, Cần Thơ
Thuận Hòa là một xã thuộc thành phố Cần Thơ, Việt Nam.

## Địa lý
Xã Thuận Hòa có vị trí địa lý:
- Phía đông giáp xã Trường Khánh
- Phía tây giáp xã An Ninh
- Phía nam giáp phường Sóc Trăng và xã An Ninh
- Phía bắc giáp xã Hồ Đắc Kiện và xã Phú Tâm.

Xã Thuận Hòa có diện tích 45,86 km², dân số năm 2024 là 29.846 người, mật độ dân số đạt 650 người/km².
Trên địa bàn xã có Quốc lộ 1 đi qua.

## Lịch sử
Năm 1926, thành lập làng Thuận Hòa bao gồm 14 ấp: Bố Thảo (trung tâm), Trà Lây, Bưng Tróp, Giồng Chùa, An Trạch, Phú Nổ, Giồng Cát, Trà Canh, Trà Quýt, Xây Đá, Cống Đôi, Ba Rinh, Xóm Giữa, Ba Liên, Phó Đường.
Ngày 25 tháng 8 năm 1945, Ủy ban hành chính lâm thời huyện Châu Thành ban hành Quyết định về việc đổi tên làng Thuận Hòa thành xã Thuận Hòa.
Tháng 2 năm 1949, Khu Tây Nam bộ, Tỉnh ủy Sóc Trăng và Huyện ủy Châu Thành ban hành Quyết định về việc đổi tên xã Thuận Hòa thành xã Hồ Đắc Kiện.
Ngày 20 tháng 9 năm 1975, Bộ Chính trị ban hành Nghị quyết số 245-NQ/TW về việc hợp nhất tỉnh Cần Thơ (ngoại trừ huyện Thốt Nốt), tỉnh Sóc Trăng, tỉnh Trà Vinh, tỉnh Vĩnh Long thành một tỉnh, tên gọi tỉnh mới cùng với nơi đặt tỉnh lỵ sẽ do địa phương đề nghị lên.
Ngày 20 tháng 12 năm 1975, Bộ Chính trị ban hành Nghị quyết số 19/NQ về việc hợp nhất tỉnh Cần Thơ (bao gồm cả huyện Thốt Nốt của tỉnh Long Xuyên), tỉnh Sóc Trăng thành một tỉnh mới, tên gọi tỉnh mới cùng với nơi đặt tỉnh lỵ sẽ do địa phương đề nghị lên.
Ngày 24 tháng 2 năm 1976, Chính phủ Cách mạng lâm thời Cộng hòa miền Nam Việt Nam ban hành Nghị định số 3/NQ/1976 về việc hợp nhất tỉnh Cần Thơ, tỉnh Sóc Trăng và thành phố Cần Thơ thành một tỉnh mới, lấy tên là tỉnh Hậu Giang.
Ngày 13 tháng 11 năm 1984, UBND tỉnh Hậu Giang ban hành Quyết định số 27/QĐ-UBND về việc thành lập Thuận Hòa thuộc huyện Mỹ Tú trên cơ sở 3.000 ha diện tích tự, 10.202 nhân khẩu và 6 ấp: Trà Canh A1, Trà Canh A2, Trà Canh B, Trà Quýt A, Sa Bâu của xã Hồ Đắc Kiện.
Ngày 23 tháng 12 năm 1988, Hội đồng Bộ trưởng ban hành Quyết định số 197-HĐBT về việc:
- Thành lập xã Thuận Hòa thuộc huyện Mỹ Tú trên cơ sở 2.999,73 ha diện tích tự nhiên và 10.470 nhân khẩu của xã Hồ Đắc Kiện.
- Thành lập xã Phú Tân thuộc huyện Mỹ Tú trên cơ sở 2.618,92 ha diện tích tự nhiên và 12.282 nhân khẩu của xã Phú Tâm.[9]

Ngày 26 tháng 12 năm 1991, Quốc hội ban hành Nghị quyết về việc chia tỉnh Hậu Giang thành tỉnh Cần Thơ và tỉnh Sóc Trăng.
Ngày 26 tháng 11 năm 2003, Quốc hội ban hành Nghị quyết số 22/2003/QH11 về việc chia tỉnh Cần Thơ thành thành phố Cần Thơ trực thuộc trung ương và tỉnh Hậu Giang.
Ngày 24 tháng 9 năm 2008, Chính phủ ban hành Nghị định số 02/NĐ-CP về việc:
- Thành lập thị trấn Châu Thành thuộc huyện Mỹ Tú trên cơ sở 603,80 ha diện tích tự nhiên và 6.984 người của xã Thuận Hòa.
- Thành lập huyện Châu Thành thuộc tỉnh Sóc Trăng.
- Chuyển xã Phú Tân và xã Thuận Hòa thuộc huyện Mỹ Tú về huyện Châu Thành mới thành lập quản lý.

Sau khi điều chỉnh địa giới hành chính, xã Thuận Hòa còn lại 1.844,85 ha diện tích tự nhiên và 8.053 người.
Tính đến ngày 31/12/2024:
- Xã Thuận Hòa có 5 ấp: Sa Bâu, Trà Canh A1, Trà Canh A2, Trà Canh B, Trà Quýt B.
- Xã Phú Tân có 6 ấp: Phước An, Phước Hòa, Phước Lợi, Phước Phong, Phước Quới, Phước Thuận.

Ngày 12 tháng 6 năm 2025, Quốc hội ban hành Nghị quyết số 202/2025/QH15 về việc sắp xếp đơn vị hành chính cấp tỉnh (nghị quyết có hiệu lực từ ngày 12 tháng 6 năm 2025). Theo đó, sáp nhập tỉnh Hậu Giang và tỉnh Sóc Trăng vào thành phố Cần Thơ.
Ngày 16 tháng 6 năm 2025, Ủy ban Thường vụ Quốc hội ban hành Nghị quyết số 1668/NQ-UBTVQH15 về việc sắp xếp các đơn vị hành chính cấp xã của thành phố Cần Thơ năm 2025 (nghị quyết có hiệu lực từ ngày 16 tháng 6 năm 2025). Theo đó, sáp nhập toàn bộ 27,47 km² diện tích tự nhiên, quy mô dân số là 18.671 người của xã Phú Tân vào toàn bộ 18,39 km² diện tích tự nhiên, quy mô dân số là 11.175 người của xã Thuận Hòa thuộc huyện Châu Thành, tỉnh Sóc Trăng.
Xã Thuận Hòa có 45,86 km² diện tích tự nhiên và quy mô dân số là 29.846 người.